# 레다 벤하지 질랄리
레다 벤하지 질라리 (아랍어: رضا بلحاج جيللالي; 1978년 5월 31일, 엘 아타프(El Attaf ) 출생)는 알제리 축구 선수이다. 현재 그는 알제리 리그 프로페셔널 1 소속인 CS 콘스탄틴에서 활동하고 있다.

## 클럽 경력
2011년 9월 10일, 벤하지 질라리는 2011-2012 알제리 리그 프로페셔널 1의 개막전에서 JSM 베자이아에 대해 73분에 교체 선수로 CS 콘스탄틴에서 데뷔했다. 일주일 뒤, 그는 ASO Chlef에 1-3으로 패배한 경기에서 첫 골을 넣으며 성공했다.
2012년 1월 3일, 벤하지 질라리는 시즌 종료까지 사우디아라비아 클럽 나잔 SC(Najran SC)로 대여되었다.

## 명예
- 2006년 JS Kabylie 와 함께 Algerian Championnat National 에서 한 번 우승했다.